# Fairwater (Wisconsin)
Fairwater – wieś w Stanach Zjednoczonych, w stanie Wisconsin, w hrabstwie Fond du Lac.